# Lena Dąbkowska-Cichocka

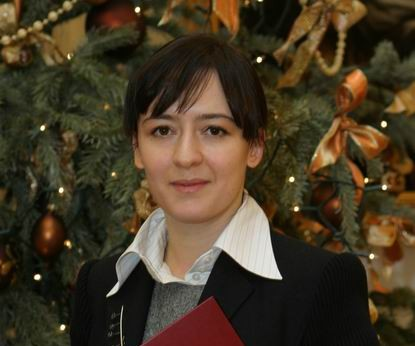
Lena Dabkowska-Cichocka (2008)

Lena Dąbkowska-Cichocka (* 23. November 1973 in Moskau) ist eine polnische Politikerin, ehemalige Unterstaatssekretärin in der Kanzlei des Präsidenten Lech Kaczyński, ehemalige Beraterin des Präsidenten, seit 2007 Abgeordnete des Sejm in der VI. Wahlperiode.
1998 beendete sie ihr Studium an der Fakultät für Theaterwissenschaften der Akademia Teatralna Warschau. Mehrere Jahre lang arbeitete sie für die Polnische Robert Schuman Stiftung und das Adam-Mickiewicz-Institut, von 2003 bis 2005 war sie am Museum des Warschauer Aufstandes angestellt.
Vom 28. Dezember 2005 bis zum 29. Oktober 2007 war sie Unterstaatssekretärin für Kultur, Nationales Erbe und Wissenschaft in der Kanzlei des Präsidenten Lech Kaczyński. Zwischen dem 29. Oktober 2007 und dem 8. November 2007 war sie Beraterin des Präsidenten für Kultur, Nationales Erbe und Wissenschaft.
Bei den Parlamentswahlen 2007 wurde sie mit 18.394 Stimmen über die Liste der Prawo i Sprawiedliwość (Recht und Gerechtigkeit – PiS) für den Wahlkreis Opole in den Sejm gewählt. Sie ist Mitglied der Sejm-Kommissionen für Kultur und Medien sowie auswärtige Angelegenheiten.
Sie ist die Ehefrau von Marek Cichocki.